# Supercopa alemanya de futbol 2012
La Supercopa alemanya de futbol de 2012 (2012 DFL-Supercup en alemany) va ser la tercera supercopa alemanya sota aquest nom, el torneig anual que enfronta als campions de la Bundesliga i de la DFB-Pokal de la temporada anterior. Va tenir lloc el 12 d'agost de 2012. En aquest cas, els competidors van ser el Borussia Dortmund, campió de la Bundesliga 2011-12 i de la Copa 2011-12, i el Bayern München, segon classificat de la lliga i subcampió de la Copa.
El Bayern va guanyar el partit per 2-1, aconseguint així el seu cinquè títol.

## Partit

### Detalls
| Bayern de Múnic           | 2 – 1  | Borussia Dortmund |
| ------------------------- | ------ | ----------------- |
| Mandžukić 6' · Müller 11' | Report | Lewandowski 75'   |

| Bayern Munich | Borussia Dortmund |

| GK            | 1  | Manuel Neuer        |     |     |
| RB            | 21 | Philipp Lahm (c)    |     |     |
| CB            | 17 | Jérôme Boateng      |     |     |
| CB            | 4  | Dante               |     |     |
| LB            | 36 | Emre Can            | 37' | 70' |
| CM            | 39 | Toni Kroos          |     |     |
| CM            | 30 | Luiz Gustavo        | 28' |     |
| RW            | 10 | Arjen Robben        | 82' | 85' |
| AM            | 25 | Thomas Müller       |     |     |
| LW            | 7  | Franck Ribéry       |     | 81' |
| CF            | 9  | Mario Mandžukić     | 68' |     |
| Banqueta:     |    |                     |     |     |
| GK            | 22 | Tom Starke          |     |     |
| DF            | 5  | Daniel Van Buyten   |     |     |
| DF            | 28 | Holger Badstuber    |     | 70' |
| MF            | 44 | Anatoliy Tymoshchuk |     | 81' |
| MF            | 23 | Mitchell Weiser     |     |     |
| MF            | 11 | Xherdan Shaqiri     |     | 86' |
| FW            | 14 | Claudio Pizarro     |     |     |
| Entrenador:   |    |                     |     |     |
| Jupp Heynckes |    |                     |     |     |

| GK           | 1  | Roman Weidenfeller (c) |     |     |
| RB           | 26 | Łukasz Piszczek        |     |     |
| CB           | 4  | Neven Subotić          |     |     |
| CB           | 15 | Mats Hummels           |     |     |
| LB           | 29 | Marcel Schmelzer       | 42' |     |
| CM           | 8  | İlkay Gündoğan         |     |     |
| CM           | 7  | Moritz Leitner         |     | 64' |
| RW           | 16 | Jakub Błaszczykowski   |     | 71' |
| AM           | 11 | Marco Reus             |     |     |
| LW           | 19 | Kevin Großkreutz       |     | 64' |
| CF           | 9  | Robert Lewandowski     |     |     |
| Banqueta:    |    |                        |     |     |
| GK           | 20 | Mitchell Langerak      |     |     |
| DF           | 24 | Chris Löwe             |     |     |
| DF           | 27 | Felipe Santana         |     |     |
| MF           | 10 | Mario Götze            |     | 64' |
| MF           | 28 | Mustafa Amini          |     |     |
| MF           | 14 | Ivan Perišić           |     | 64' |
| FW           | 23 | Julian Schieber        |     | 71' |
| Entrenador:  |    |                        |     |     |
| Jürgen Klopp |    |                        |     |     |

| Àrbitres assistents: Norbert Grudzinski Frank Willenborg Quart àrbitre: Thorsten Schriever |

| DFL-Supercup Guanyador 2012  |
| ---------------------------- |
| Bayern de Múnic Cinquè títol |